# Hornachuelos
Hornachuelos település Spanyolországban, Córdoba tartományban. Hornachuelos Palma del Río, Posadas, Fuente Palmera, Fuente Obejuna, Villanueva del Rey, Espiel, Villaviciosa de Córdoba, Écija, Peñaflor, La Puebla de los Infantes, Las Navas de la Concepción, Alanís, Azuaga és Almodóvar del Río községekkel határos. Lakosainak száma 4390 fő (2024).

## Népesség
A település népessége az elmúlt években az alábbi módon változott:
| Lakosok száma | 4746 | 4654 | 4662 | 4684 | 4739 | 4660 | 4598 | 4497 | 4517 | 4390 |
|               | 2001 | 2004 | 2006 | 2009 | 2011 | 2014 | 2016 | 2019 | 2021 | 2024 |